# Mordançage
Le mordançage est une étape souvent incontournable de la teinture textile végétale artisanale. Il consiste en l'adjonction de substances chimiques, ayant pour fonction de créer un pont chimique entre les fibres textiles et les teintures naturelles (colorants à mordant). En effet, ces dernières n'ont pas suffisamment d'affinités chimiques avec la fibre pour s'y fixer durablement.
Les teintes mordantes (utilisant le mordançage) sont aussi utilisées dans l'ameublement : ce sont des teintes qui contiennent des substances modifiant la structure du bois et changent la couleur en plus de l'effet des colorants à proprement parler. Cette modification varie selon l'essence de bois.

## Mordants et adjuvants
Pour mordancer une fibre, des sels métalliques, appelés mordants, sont nécessaires. Les plus courants sont l'alun (alun potassique), le tartre (crème de tartre), l'étain (chlorure stanneux), le cuivre (sulfate cuivrique), le fer (sulfate ferreux) et le chrome (bichromate de potassium). Chaque mordant a ses propriétés et fixe la couleur de manière différente. Ainsi l'alun peut-il être considéré comme le plus neutre, étant celui modifiant le moins la couleur. Le fer fonce les couleurs quand l'étain les avive. Toutefois, ces deux derniers mordants doivent être employés avec précaution car ils abîment la fibre, particulièrement la laine.
Les bains de mordançage et de teinture sont réalisés dans des récipients en inox ou émaillés.
Des adjuvants sont parfois utiles pour assurer une meilleure répartition des mordants sur la fibre, donc une pénétration et une fixation de la couleur améliorées. Ce sont des acides organiques tels que la crème de tartre, l'acide citrique, le vinaigre et l'acide oxalique.
Il n'est pas toujours nécessaire de mordancer une fibre pour réaliser une teinture. Certaines teintures végétales dites substantives ont une affinité avec les fibres végétales ou animales, telles que le curcuma, les lichens, le cachou, le roucou et autres teintures fortes en tannin qui fixent la couleur.

## Trois types de mordançage

### Mordançage avant teinture
Le mordançage avant teinture est le plus courant, qui permet de préparer la surface à teindre (fil, étoffe) à recevoir la teinture. Il s'agit de dissoudre du mordant dans de l'eau tiède puis d'immerger la fibre dans le bain. Le tout est chauffé lentement pendant 1 à 2 heures ou laissé au repos (une dizaine d'heures au minimum) couvert. La proportion de mordant est fonction du poids de la fibre (sèche) à mordancer, de la nature de la fibre (lin, coton, laine, soie), du mordant utilisé (alun, fer, étain, chrome, etc.) et de la dureté de l'eau. Beaucoup de variables entrent ainsi en compte, le mordançage artisanal de même que la teinture étant donc souvent le fruit de longues expérimentations.
Ainsi quelques mesures indicatives pour la laine : 
- 20 % alun, 6 % crème de tartre par rapport au poids total sec ;
- 4 % étain (chlorure d'étain), 10 % crème de tartre ;
- 1,5 % bichromate potassique (chrome), 1,5 % d'acide formique[2].

Il vaut mieux laisser refroidir le bain de mordant avec la laine, fibre qui n'aime pas les changements brutaux de température, la conserver humide dans un sac plusieurs jours puis la teindre. Plus le mordançage est long, plus la couleur se fixera lors de la teinture. La teinte obtenue sera plus stable et uniforme.
Il est aussi possible de ne pas teindre immédiatement la laine après le mordançage. Il suffit de la sécher à l'ombre, de la mettre dans un sac à l'abri de l'air et de la lumière.

### Mordançage simultané
L'étape de teinture et de mordançage fusionne. Le mordant est dissout dans le bain de teinture chaud auquel on adjoint la fibre (de préférence soie et laine). À utiliser de préférence pour les couleurs claires.

### Mordançage post-teinture
Ce mordançage permet d'intensifier, d'assombrir ou de nuancer une teinte en fonction du mordant choisi. Soit il s'agit de la première opération de mordançage, soit de la seconde.
Il suffit d'ajouter à la teinture les sels métalliques choisis toujours en respectant les proportions inhérentes à la nature de la fibre, nature du mordant et le poids de la fibre sèche.
Ces traitements de mordançage engendrent une très grande pollution, ils sont donc interdits dans de nombreux pays.